# Elaeosticta korovinii
Elaeosticta korovinii är en flockblommig växtart som först beskrevs av Jevgenij Grigorjevitj Bobrov, och fick sitt nu gällande namn av Kljuykov, Pimenov och Vadim Nikolaevich Tikhomirov. Elaeosticta korovinii ingår i släktet Elaeosticta och familjen flockblommiga växter. Inga underarter finns listade i Catalogue of Life.